# Трюмплер 15
Трюмплер 15 (англ. Trumpler 15, номер по каталогу звёздных скоплений Р. Дж. Трюмплера, 1930) — рассеянное звёздное скопление расположенное на окраине Туманности Киля на расстоянии около 8600 световых лет от Солнца. Расчетный возраст звезд в скоплении Трюмплер 15 позволяет предположить, что оно немного старше, чем его родственные скопления Трюмплер 14 и Трюмплер 16.